# Strana svobody, jednoty a solidarity
Strana svobody, jednoty a solidarity (rumunsky Partidul Libertate, Unitate și Solidaritate) je středová, liberální politická strana v Rumunsku. Byla založena v roce 2018 bývalým rumunským předsedou vlády Dacianem Cioloşem. Po parlamentních volbách v roce 2020, v nichž kandidovala v koalici s Unií záchrany Rumunska, má zástupce v parlamentu a zasedá také ve vládě. Za svoje hlavní programové body označuje rovnoprávnost, boj proti chudobě, boj proti korupci, volný trh a demokracii a právní stát či ochranu životního prostředí a hlásí se k liberalismu, jako v sociálních, tak v ekonomických otázkách. Podporuje také členství Rumunska v Evropské unii a významným tématem je pro ni rovnost pohlaví. Strana rovněž odmítá spolupráci s populisty, nacionalisty a extremisty. 